# BigFM
bigFM ist ein Netzwerk aus derzeit vier privaten überregionalen Hörfunksendern im Westen und Südwesten Deutschlands: bigFM Baden-Württemberg für Baden-Württemberg, bigFM Rheinland-Pfalz für Rheinland-Pfalz, bigFM Saarland für das Saarland sowie bigFM NRW für Nordrhein-Westfalen.

## Geschichte
Sendestart war am 1. April 2000 in Baden-Württemberg. Auf den Frequenzen wurde seit 20. November 1999 bereits sunshine live ausgestrahlt.
In Rheinland-Pfalz besteht eine Zusammenarbeit mit RPR1, hier übernahm bigFM im August 2003 die Frequenzen des ehemaligen Schlagerradios RPR Zwei. Im Saarland sendet bigFM seit dem 5. September 2005 auf den Frequenzen, auf denen zuvor Jam FM Saarland verbreitet wurde.
Ende 2010 gab die LMK bekannt, dass sich außer bigFM auch die NRJ Group mit Energy Rheinland-Pfalz und Regiocast mit Now FM um die auslaufende bigFM-Sendelizenz bewarben. Im März 2011 kam die LMK zur Entscheidung, dass die Lizenzen mit bigFM verlängert werden. Der Sender verpflichtete sich hierbei, vermehrt Sendungen in den rheinland-pfälzischen Studios zu produzieren.
Von Mai 2012 bis Juli 2016 sendete bigFM das zusätzliche Programm bigFM WorldBeats im Standard DAB+ in Baden-Württemberg und Rheinland-Pfalz aus. Zuvor wurde dieses Programm, welches hauptsächlich Musik aus dem Balkan und Russland ausstrahlt, nur über Webstream verbreitet. Seit August 2016 wird das Hauptprogramm anstelle von bigFM WorldBeats auf DAB+ ausgestrahlt. bigFM WorldBeats ist somit wieder ein reiner Internetsender. Seit 2017 läuft regelmäßig jeden Donnerstag der throwback thursday von 9 bis 16 Uhr.
Seit September 2018 sendet das Programm bigFM Berlin über den DAB+-Kanal 12D in Berlin und Brandenburg. Seit April 2022 sendet das Programm bigFM Hamburg über den DAB+-Kanal 12C in Hamburg. Anfang August 2022 wechselte bigFM den Sitz nach Mannheim. Seit Mitte Juli 2023 ist BigFM in Niedersachsen und in Bremen empfangbar. Seit September 2023 ist BigFM in Nordrhein-Westfalen über DAB+ empfangbar. Am 8. August 2025 ersetzte BigFM das Programm von NRW1 und übernahm die seinerzeitigen UKW-Frequenzen in Nordrhein-Westfalen.

## Unternehmensstruktur
Unter der Marke bigFM werden zahlreiche Audio- und Multimedia-Angebote online, über UKW und DAB+ verbreitet, die sämtlich von der Audiotainment Südwest GmbH & Co. KG nach den kanal- und bundeslandspezifischen Vorgaben und Besonderheiten produziert werden.
Im Bereich Hörfunk via UKW und DAB+ sind dies:
- bigFM Baden-Württemberg, veranstaltet von bigFM Baden-Württemberg GmbH & Co. KG
- bigFM Rheinland-Pfalz, veranstaltet von Rheinland-Pfälzische Rundfunk GmbH & Co.
- bigFM Saarland, veranstaltet von der Skyline Medien Saarland GmbH
- bigFM NRW, veranstaltet von der NRW Audio GmbH & Co. KG
- bigFM Berlin, veranstaltet von der Audiotainment Südwest GmbH & Co. KG
- bigFM mit Verbreitung in Bremen, Hamburg, Niedersachsen und Hessen veranstaltet von der Audiotainment Südwest GmbH & Co. KG

## Regionalstudios
Das Hauptstudio von bigFM befindet sich in Mannheim. Darüber hinaus betreibt der Sender Regionalstudios in Koblenz, Ludwigshafen am Rhein, Mainz, Saarbrücken, Stuttgart und Trier.

## Sendegebiet und Frequenzen

UKW-Sendegebiet und Frequenzen

bigFM ist über viele UKW-Sender im Westen und Südwesten Deutschlands größtenteils von Bielefeld bis Freiburg und Ulm empfangbar – in Baden-Württemberg, Rheinland-Pfalz, im Saarland, in Nordrhein-Westfalen und im Südwesten Hessens.
UKW-Frequenzen in NRW (vorher NRW1):
- Attendorn 107,8 MHz (0,63 kW)
- Bad Berleburg Aue 93,1 MHz (0,1 kW)
- Bielefeld 103,0 MHz (71 kW)
- Bochum 89,3 MHz (0,2 kW)
- Bottrop 101,9 MHz (2 kW)
- Dorsten 97,0 MHz (0,2 kW)
- Dortmund 106,0 MHz (3,2 kW)
- Dülmen 92,5 MHz (1,3 kW)
- Düsseldorf (Herzogstr.) 92,6 MHz (0,4 kW)
- Düsseldorf 105,7 MHz (0,2 kW)
- Erkelenz 98,3 MHz (0,5 kW)
- Essen 88,3 MHz (0,1 kW)
- Geilenkirchen 87,8 MHz (0,5 kW)
- Hattingen 107,2 MHz (0,16 kW)
- Herdecke 89,4 MHz (1 kW)
- Kalkar Grieth 106,1 MHz (0,1 kW)
- Köln 89,9 MHz (0,32 kW)
- Lennestadt 98,9 MHz (0,2 kW)
- Mönchengladbach 93,3 MHz (0,32 kW)
- Neuss-Dormagen 92,3 MHz (0,2 kW)
- Oberhausen 93,7 MHz (0,5 kW)
- Olpe 89,0 MHz (0,5 kW)
- Pulheim 92,0 MHz (0,1 kW)
- Rheinberg 105,1 MHz (1 kW)
- Schwalmtal 91,3 MHz (0,2 kW)
- Viersen 106,0 MHz (0,2 kW)

Die UKW-Verbreitung wird erweitert durch DAB+-Netze in
- Berlin (Kanal 12 D) sowie im angrenzenden Brandenburg
- Hamburg (Kanal 12 C) sowie im angrenzenden Schleswig-Holstein[5]
- Rheinland-Pfalz (Kanal 11 A) landesweit
- Saarland (Kanal 9 C) landesweit sowie im angrenzenden Département Moselle (F)
- Baden-Württemberg (Kanal 11 B) landesweit sowie im angrenzenden westlichen Bayern
- Nordrhein-Westfalen (Kanal 9 D) landesweit
- Niedersachsen (Regionalmuxxe)
- Freie Hansestadt Bremen (Kanal 6 A)
- Nord-, Mittel- & Osthessen (Kanal 6 A), sowie im angrenzenden westlichen Thüringen & nördlichen Bayern
- Südhessen (Kanal 12 C)

Online ist bigFM mit zahlreichen Angeboten vertreten, etwa im Social Web auf Instagram und Facebook, mit aktuellen Musik-News und Beiträgen auf der bigFM-Website sowie in Webstreams und Podcasts.

## Programm
bigFM ist eine multimediale Medienmarke im Contemporary-Hit-Radio-Format (CHR) und richtet sich an junge musikinteressierte Erwachsene. Das Programm ist eine Mischung aus Musik, aktuellen Informationen, Talkformaten, Comedy, Veranstaltungstipps und Höreraktionen. bigFM sendet fünf Minuten vor halb stündlich Nachrichten. In der Morningshow außerdem auch zu jeder vollen Stunde.
Die Moderatoren mit ihren Shows:
| Fabian Kapfer    | Deutschlands biggste Morningshow, What the Fabi Daily?! |
| Rolf Vogl        | Deutschlands biggste Morningshow |
| Maxim Steinbeck  | Deutschlands biggste Morningshow, Am Vormittag |
| Kessy            | Deutschlands biggste Morningshow |
| Filiz            | big Friday, Am Vormittag 10:45 bis 14:45 |
| Reece Moore      | Reece am Nachmittag - Abend ab 14:45 von 18:45 ansch. bis 21:45. Daily Live Mix, Newcomer @bigFM, Deutschrap rasiert, Good Vibes Only mit Lukas Podolski, World Beats, Turn Up ab 20:00 Uhr. |
| Rob Green        | big Friday, bigweekend mit Rob Green von 7:45 bis 13:45, One World Radio 20:00 - 0 Uhr |
| Tara Sharei      | big Sunday mit Tara von 9:45 bis 13:45 Uhr, Vertretung Nightlounge |
| Daniel Kaiser    | Nightlounge mit Daniel Kaiser von 0 bis 2 Uhr |
| Marlen Gröger    | Babypause |
| DJ Boulevard Bou | Groove Night, daily live mix |
| Bill Kaulitz     | Die kürzeste Show der Welt |
| Julia Rottinger  | Turn Up |
| Audrey Hannah    | Music Made in Germany |
| Moritz Spitz     | Vertretung |
| Jil-Marie Noelle | bigweekend 13:45 bis 17:45 |
| Claudia          | Nighttalk 22:45 bis 0 Uhr, bigweekend 13:45 bis 17:45 |
| Cuebrick         | bigFM Nitrox 0 bis 2 Uhr |

- Ehemalige Moderatoren waren:

Paul Ripke, Vincent Schuster, Savannah Brandt, Der Storb, Hans Blomberg, Daniela Wiese, Lola Weippert, Vanessa Civiello, Kristina Fixemer und Susanka Kröger
Am 17. Dezember 2012 wurde bekannt, dass Oliver Pocher ab dem 2. Januar 2013 vorübergehend die Morningshow moderieren wird. Aufgrund seiner Fernsehaktivitäten war er jedoch nicht live im Studio. Pochers Tätigkeit galt nur als Übergangslösung und sollte ursprünglich auf drei Monate begrenzt sein. Bis dahin hoffte der Sender, einen neuen Morgenmoderator für Hans Blomberg, der zuvor zu 104.6 RTL gewechselt war, gefunden zu haben. Trotz eines neuen Moderators war Pocher einige Monate weiterhin in der Morningshow zu hören. Im September 2024 moderierte Bill Kaulitz in der Morningshow und erhielt seine eigene Show "die kürzeste Show der Welt". Am 20. September 2024 bekam er für 24 Stunden einen eigenen Sender, der kurzzeitig billFM hieß.
Seit Oktober 2022 ist Lukas Podolski in der Show Good Vibes Only zusammen mit Reece Moore zu hören. Seit November 2023 gibt es die 257ers-Show, sie läuft aktuell montags um 21:45 Uhr.

## Webstreams und Podcasts
bigFM bietet zu unterschiedlichen Musikstilrichtungen wie Hip-Hop, Dance, Rock und Chartmusik Webstreams an. Zusätzlich gibt es Worldbeat-Kanäle aus der Türkei, dem Balkan oder Russland. Seit dem 20. Juli 2023 moderiert Rob Green den Digital Sender bigFM Dance Radio.
Am 8. August 2023 begann bigFM einen durch Künstliche Intelligenz (KI) produzierten Webstream namens bigGPT. Es werden ausschließlich synthetische Stimmen, KI-generierte Inhalte und die meistgestreamten Songs im Internet gesendet. Außerdem produziert der Sender den Podcast „Deutschrap rasiert“.

## Veranstaltungen
bigFM präsentiert und veranstaltet Konzerte, Partys, Sport- und Comedy-Events und ist Partner namhafter Festivals wie Tomorrowland, Glücksgefühle, Taubertal und SonneMondSterne.

## Medienpartnerschaft
In den Jahren 2018 bis 2022 hatte bigFM die Medienpartnerschaft für Rock am Ring übernommen und bot im Gebiet um das Festival seinerseits ein spezielles Radioangebot unter der Bezeichnung bigFM Ring Radio auf der UKW-Frequenz 87,7 MHz an. bigFM ist außerdem Medienpartner der deutschen Basketballmannschaft Gladiators Trier.

## Soziales Engagement
bigFM vergibt seit 2011 jährlich den Förderpreis Projekt Vielfalt (ehemals Initiative für Integration). Der Förderpreis wird im Wechsel in Baden-Württemberg, Rheinland-Pfalz und dem Saarland vergeben. Die Idee des Förderpreises ist es, kulturelle Vielfalt, Offenheit und Toleranz in einer globalisierten Welt zu vermitteln. Ausgezeichnet werden dabei Ideen und Konzepte aus dem Non-Profit-Bereich von Kindern, Jugendlichen und Erwachsenen aus Vereinen, Verbänden, Schulen und Initiativgruppen. Auch Einzelpersonen können teilnehmen. Das Themenspektrum reicht von Bildung und Ausbildung, Kultur, Musik und Sport bis hin zu angrenzenden Sparten. Schirmherren sind jeweils die Integrationsminister von Baden-Württemberg, Rheinland-Pfalz und dem Saarland.
Zahlreiche Künstler haben sich bisher an der Initiative für Integration beteiligt, unter anderem Andreas Bourani, Gentleman, Rea Garvey, Rod Gonzalez (Die Ärzte), Mark Forster, MC Fitti, Bosse, Patrice, Silbermond, Samy Deluxe, Namika, Dellé (Seeed), Joy Denalane und Moses Pelham.

## Besonderheiten
bigFM war Partner des von Stefan Raab produzierten Bundesvision Song Contests und vergab dabei die Punkte für Baden-Württemberg, Rheinland-Pfalz, Nordrhein-Westfalen und das Saarland.
Für junge Erwachsene betreibt bigFM die crossmediale Recruitingplattform bigKarriere. Damit kann ein Unternehmen zielgerichtet Schulabgänger, Berufseinsteiger und Jobsuchende ansprechen.
Am 8. September 2022 gewann Fabian Kapfer aus Deutschlands biggster Morningshow den Deutschen Radiopreis in der Kategorie „Beste Comedy“.
Am 7. September 2023 gewann „Reece“ Moore den Deutschen Radiopreis als bester Moderator.
Am 5. September 2024 gewann Filiz den Deutschen Radiopreis als beste Newcomerin.

## Kritik
Die Macher von bigFM bedienen sich immer wieder Praktiken, die von Beobachtern als „Beschiss am Hörer“ oder geschmacklose Täuschungen bewertet wurden. In einem Fall 2016 führte dies auch zu einer Kritik der Landesanstalt für Kommunikation Baden-Württemberg an der Marketing-Praxis des Senders.
Eine der gefakten Aktionen des Senders fand im Sommer 2017 statt. bigFM-Moderator Rob Green schickte angeblich eine WhatsApp-Nachricht an Marlen Gröger, die Moderatorin des öffentlich-rechtlichen Konkurrenz-Senders Dasding. Green gab im Programm von bigFM vor, die Moderatorin spreche gerade bei der SWR-Jugendwelle die Nachrichten. Wenn die Moderatorin noch in der Sendung das Studio verlasse, so Green, bekomme sie einen Job bei bigFM in „Deutschlands biggster Morningshow“. Die als „verrückte Abwerbeaktion“ beworbene Aktion war eine Täuschung. Die eingespielte Nachrichtensendung von Dasding war gefälscht. Die Moderatorin arbeitete zu dem Zeitpunkt nicht mehr für Dasding, sondern war nach der regulären Beendigung ihres Vertrags zu bigFM gewechselt. Die Landesstiftung Baden-Württemberg lud daraufhin Rob Green als Moderator ihrer Veranstaltung zu Fake News, Falschmeldungen und vorgetäuschte Informationen („Fake-off-Camp“) für Erstwähler und junge Erwachsene aus und kündigte die Medienpartnerschaft mit bigFM für die Veranstaltung.
bigFM bedauerte die Absage der Landesstiftung Baden-Württemberg für die Veranstaltung, wies jedoch sowohl gegenüber der Stiftung als auch gegenüber Medien den Vorwurf zurück, „Fake News“ zu produzieren oder weiterzuverbreiten. Es sei nur darum gegangen, „eine neu gewonnene gute Journalistin prominent einzuführen. Ein Jugendsender kann sich das erlauben.“ Im Kommentar-Bereich unter Medienberichten hießen vereinzelt User die Aktion zwar nicht gut, bezeichneten die Aufregung aber als übertrieben. Wer es live gehört habe, „wusste direkt, dass es gestellt ist (…) Es wurde sogar ein Klingeln des Handys eingebaut, welches doch niemals zu hören gewesen wäre.“ Außerdem wurde darauf hingewiesen, dass Marlen Gröger während der Nachrichten-Sendung die Nachricht von Rob Green nicht hätte lesen können. Nach einer Untersuchung der Aktion bestätigte die Landesanstalt für Kommunikation Baden-Württemberg (LFK) diese Sichtweise. Es liege auch kein Verstoß gegen das Landesmediengesetz vor. Die LFK warf der Medienkritik-Website Übermedien.de vor, „unwahr“ über die bigFM-Aktion berichtet zu haben.